# سرکان چای‌اوغلو
سرکان چای‌اوغلو (زادهٔ ۱۳ مهٔ ۱۹۸۷، آلمان) بازیگر، مدل و مانکن اهل ترکیه است. او با بازیگر اوزگه گورل در رابطه است.
او به دلیل بازی در سریال پرطرفدار و معروف فصل گیلاس با نقش‌آفرینی ایاز دینچر به شهرت رسید. همچنین او در سریال عشق زندگیم در سال ۲۰۱۶ با هانده دوغان‌دمیر بازیگر سریال در انتظار آفتاب بازی کرده که طرفداران زیادی داشت.
در سال ۲۰۱۹ نیز در سریال حلقه که از شبکه TRT پخش می‌شد مشغول کار بود. این سریال از ۲۰۱۸ شروع به تولید شد. در این سریال هانده ارچل و کنعان ییدلیریم همبازی‌های وی هستند.

## زندگی شخصی
در دانشگاه کشور آلمان در رشته اقتصاد فارغ التحصیل شد. وی به زبان مادری‌اش ترکی مسلط است. چای‌اوغلو از سال ٢٠١۴ با اوزگه گورل نامزد شده است و همچنان با هم رابطه دارند . او با نامزدش در سريال پر طرفدار فصل گيلاس همبازی شد.

## سریال‌های تلویزیونی
| سال       | نام                    | نقش            |
| --------- | ---------------------- | -------------- |
| ۲۰۱۴      | تپه زیتون              | بوراک آلتای    |
| ۲۰۱۴-۲۰۱۵ | فصل گیلاس              | ایاز دینچر     |
| ۲۰۱۶      | عشق زندگیم             | دمیر جراح‌اوغلو |
| ۲۰۱۹      | حلقه                   | جهانگیر        |
| ۲۰۲۰      | زندگی جدید             | آدم            |
| ۲۰۲۱      | روزی روزگارانی در قبرس |                |
| ۲۰۲۳      | پیوندهای سرنوشت        | کرم            |